# NGC 3785
NGC 3785 је лентикуларна галаксија у сазвежђу Лав која се налази на NGC листи објеката дубоког неба.
Деклинација објекта је + 26° 18' 10" а ректасцензија 11h 39m 32,9s. Привидна величина (магнитуда) објекта NGC 3785 износи 14,2 а фотографска магнитуда 15,2. NGC 3785 је још познат и под ознакама UGC 6620, MCG 5-28-7, CGCG 157-8, PGC 36148.